# Automeris daudiana
Espèce
Automeris daudiana est une espèce de papillon de la famille des Saturniidae.